# Pseudimbrasia congolensis
Pseudimbrasia congolensis är en fjärilsart som beskrevs av Charles Oberthür 1910. Pseudimbrasia congolensis ingår i släktet Pseudimbrasia och familjen påfågelsspinnare. Inga underarter finns listade i Catalogue of Life.